# BMW Malaysian Open 2012
Il BMW Malaysian Open 2012 è stato un torneo femminile di tennis giocato sul cemento outdoor. È stata la 3ª edizione del torneo, che fa parte della categoria International nell'ambito del WTA Tour 2012. Si è giocato al Bukit Kiara Equestrian & Country Resort di Kuala Lumpur in Malaysia, dal 28 febbraio al 6 marzo 2012.

## Partecipanti

### Teste di serie
| Nazionalità | Giocatrice          | Ranking* | Testa di serie |
| ----------- | ------------------- | -------- | -------------- |
| Polonia     | Agnieszka Radwańska | 6        | 1              |
| Serbia      | Jelena Janković     | 14       | 2              |
| Cina        | Peng Shuai          | 17       | 3              |
| Australia   | Jarmila Gajdošová   | 43       | 4              |
| Croazia     | Petra Martić        | 66       | 5              |
| Giappone    | Ayumi Morita        | 69       | 6              |
| Australia   | Jelena Dokić        | 74       | 7              |
| Regno Unito | Anne Keothavong     | 77       | 8              |

- Ranking al 20 febbraio 2012.

### Altre partecipanti
Le seguenti giocatrici hanno ricevuto una wild-card per il tabellone principale:
- Jarmila Gajdošová
- Jelena Janković
- Ol'ga Alekseevna Pučkova
- Agnieszka Radwańska

Le seguenti giocatrici sono entrati nel tabellone principale passando dalle qualificazioni:

- Hsieh Su-wei
- Nudnida Luangnam
- Karolína Plíšková
- Kristýna Plíšková

## Campionesse

### Singolare
Hsieh Su-wei ha sconfitto in finale  Petra Martić per 2-6, 7-5, 4-1 rit.
- È il primo titolo in carriera per Hsieh Su-wei.

### Doppio
Chang Kai-chen /  Chuang Chia-jung hanno battuto  Chan Hao-ching /  Rika Fujiwara con il punteggio di 7-5, 6-4.